# Robert Degos
Pour les articles homonymes, voir Degos.
Gaston Degos, dit Robert Degos, né le 8 novembre 1904 à Mugron et mort le 3 mai 1987 à Paris, est un dermatologue français qui a décrit plusieurs dermatoses, et en particulier la maladie de Degos dans un article publié en 1942 dans le Bulletin de la Société française de dermatologie et de syphiligraphie.

## Biographie
Robert Degos devient interne des hôpitaux de Paris en 1927 et débute à l'hôpital Broca, avant de rejoindre l'hôpital Saint-Louis en 1931 dans le service d'un autre dermatologiste de renom, le professeur Milian. Mais c'est surtout Henri Gougerot dans le département de qui il se forme en 1933 comme chef de clinique — et qui devient finalement son chef—, qui détermina le choix de sa spécialisation en dermatologie.
Il crée la « Chaire des maladies de la peau et de la syphilis » et devient le chef du service de dermatologie de l'hôpital Saint-Louis en 1951.
Il publie largement, et en particulier un livre devenu un classique de l'enseignement de sa spécialité, qui fut la « bible » de tous les dermatologistes français pendant plusieurs décennies et reflète le type de dermatologie que Robert Degos pratiquait, conceptualisait et enseignait. Depuis sa première publication en 1953, Dermatologie a bénéficié de plusieurs ré-éditions et mises à jour.

## Famille
Robert Degos est le père de :

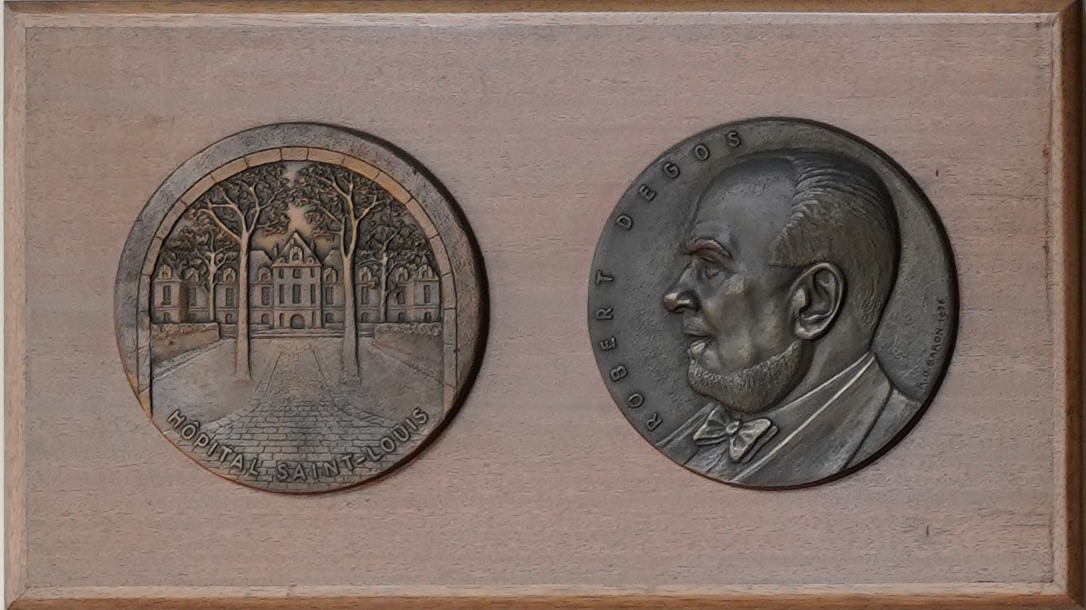
Médaille au Musée des Moulages.

- Claude-François Degos, ancien président de l'ordre des médecins d'Ile-de-France, professeur de neurologie à l'université de Paris, PU-PH, ancien chef de service à l'hôpital Saint-Joseph,
- Laurent Degos, professeur d'hématologie à l'université de Paris, PU-PH, ancien chef de service à l'Hôpital Saint-Louis, ancien président de la Haute Autorité de Santé (HAS[3]),
- Jean-Denis Degos, professeur de neurologie à l'université de Paris, PU-PH, ancien chef de service à  l’hôpital Henri-Mondor de Créteil,
- Bernadette Degos, épouse Flamant.

## Publications
- Robert Degos, J. Delort et R. Tricot, « Dermatite papulosquameuse atrophiante », dans Bulletin de la Société française de dermatologie et de syphiligraphie, 1942, vol. 9, pp. 148-150.
- Robert Degos, La dermatologie, Paris, Maloine, coll. « Les Petits précis », 1952 (4e éd.)
- Robert Degos, Dermatologie, Paris, Flammarion, coll. médico-chirurgicale à révision annuelle, 1953.